# 중화인민공화국의 농업

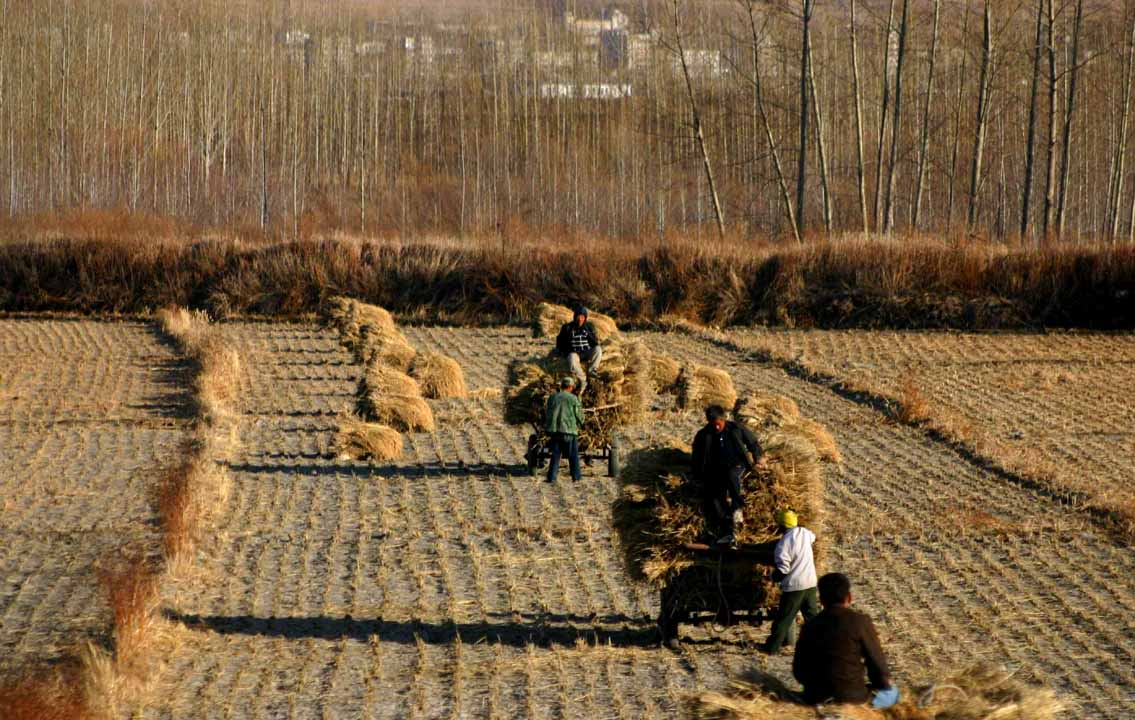

다음은 중화인민공화국의 농업에 대한 설명이다.
농업은 수천 년 동안 중화인민공화국(PRC) 경제와 문화의 초석이었으며, 세계 최대 인구 중 하나를 지탱하고 경제 발전을 주도해 왔다. 이 나라는 쌀, 밀, 옥수수, 감자, 대두, 토마토, 기장, 면화, 차, 과일, 채소, 유지종자 등 다양한 작물을 생산한다. 중국 전체 토지 면적의 약 10%를 차지하는 경작지가 제한되어 있어 집약적인 농업 관행, 혁신적인 농업 기술, 효율적인 토지 이용 관리 등이 국내 식량 수요를 충족하는 데 있어 역사적으로 중요한 역할을 해왔다.
중국의 농업 역사는 신석기 시대로 거슬러 올라가며, 쌀과 기장의 초기 재배와 재배를 보여주는 고고학적 증거가 있다. 수세기에 걸쳐 몰드보드 쟁기, 첨단 관개 시스템, 작물 순환과 같은 농업 혁신은 생산성을 크게 향상시키고 인구 증가를 지원했다. 현대에 농업은 중화인민공화국 초기의 토지 개혁, 대약진의 집단화 노력, 1978년부터 시작된 중국 경제 자유화 기간에 도입된 가족 생산 책임제와 같은 후속 개혁 등 국가 주도의 정책의 영향을 크게 받았다.
오늘날 중국에서는 농업이 여전히 중요한 부문으로 남아 있으며, 약 40%의 노동력을 고용하고 있다. 최근 몇 십 년 동안 도시화, 산업 확장으로 인한 농경지 손실, 기후 변화, 물 부족, 식량 안전 문제, 농산물 시장의 비효율성 등의 문제가 정책과 실무에 영향을 미쳤다. 이러한 문제를 해결하기 위해 정부는 식량 생산 확보, 수입 의존도 감소, 농촌 생활 개선을 목표로 유기농 농업, 도시 주변 농업, 첨단 종자 기술 등의 혁신을 추진해 왔다. 중국은 현재 세계 최대의 농산물 생산국이며, 상당한 생산량과 소비량으로 인해 국제 시장에 큰 영향을 미치고 있다.
농업은 중국의 중요한 산업으로, 300,000,000명 이상의 농부들이 있다. 전 세계 농산물 1위를 차지하며 주로 쌀, 밀, 감자, 토마토, 보리, 콩 등을 생산한다.

## 개요
중국의 국토는 신석기(新石器) 시대에 이미 경작되어 있었고, 경지도 널리 분포해 있어 각지의 토지 이용이나 농업 경영방식은 지역별 자연조건이라든가 사회환경에 따라 크게 차이가 난다. 중국인 학자들과 함께 치밀한 현지조사를 한 로싱백은 화이허(淮河)와 친링(秦嶺)선에서 수도(水稻)지역과 소맥(小麥) 지역으로 크게 둘로 나누고, 나아가서 다시 소맥지역을 창장(長江)수도 소맥구, 쓰촨(四川)수도구, 수도·차(茶)구, 서남수도구, 수도 2기작구(二期作區)로 세분하고, 한편 북부의 소맥지대를 겨울보리·수수구, 겨울보리·조구, 봄보리구로 구분했다. 이러한 지역구분은 주변 지대로의 확대도 가능하여 동북지구를 콩·수수구로 보고 내몽골 지방과 티베트 및 칭하이(靑海) 지방을 목축구로, 타이완과 하이난섬(海南島)을 2기작구로 볼 수도 있다. 종래 중국의 농가는 주로 자급용기의 곡물과 콩 종류를 재배하고, 여력이 있으면 판매용 작물을 길렀다. 수도(벼)는 기온이 높고 강우량이 많은 화이허 이남에서 주로 생산되는데 특히 광둥·푸젠(廣東·福建) 양성(兩省) 연해 지방은 이모작(二毛作)이 가능하다. 쌀의 총생산량은 17,825만t(94년 기준)으로 방글라데시에 이어 세계 제2위이지만 국내소비가 많기 때문에 수출은 소량이다. 소맥(밀)은 중국본토 북부와 동부지구 북부를 중심으로 하며 화이허와 양쯔강에 연하여 평야지대에서도 제2기작으로서 재배된다. 산시(陜西), 산시(山西) 북부에서 옌산(燕山)산지 북서에 걸치는 지방에서는 기후가 한랭한 관계로 춘경보리가 재배된다. 총생산 3,200만t(1994년 기준)으로 만주, 바오즈 등을 주식으로 하기 때문에 대부분 국내에서 소비된다. 고구마는 산둥(山東), 허베이(河北), 허난(河南)에서 재배되고 조, 수수 등은 동북과 화북의 평야 및 쓰촨(四川) 분지에서 많이 산출된다. 옥수수는 랴오둥반도, 황하 이북의 후베이(湖北)평야, 산시·산시의 남부에서 쓰촨에 걸치는 지대에서 많이 나는데 식량과 사료로 쓰인다. 육지의 단백질원이라고 하는 대두(콩)는 동북평원과 산둥반도에서 많이 나오는데 총샌산고는 약 1,212만 t이다. 면화는 랴오허(遼河) 하류의 평야에서부터 후난(湖南), 쓰촨, 구이저우(貴州)의 각 성에 이르는 지역에 분포해 있으며 허베이 평야지대, 산시·산시의 남부, 후난, 장쑤(江蘇), 안후이(安徽), 후베이(湖北)의 제성이 그 생산 중심이 되어 있다. 면화는 관개작물로 결실기의 건조한 기후가 양질의 작물을 낳는다. 가축은 돼지, 닭, 오리 외에 노력과 배료원으로서 나귀, 노새(밭농사지대), 소, 물소(수전지대), 말(초원지대) 등이 많으며 양은 식육 및 모(毛) 자원으로서 동북지구, 내몽골지방, 신장·위구르 지방, 티베트 등 변경지대에서 많이 사육된다.

## 역사
중국 역사 동안 농업의 발전은 세계에서 가장 큰 인구 중 하나의 성장을 지원하는 데 중요한 역할을 해왔다.

### 고고학
리우 리 교수와 다른 학자들의 석기 분석에 따르면, 23,000년에서 19,500년 전 수렵 채집인들이 나중에 기장과 쌀에 사용될 동일한 도구로 야생 식물을 갈았다는 사실이 밝혀졌다.
길들여진 기장 품종인 패니쿰 밀리아세움과 세타리아 이탈리카는 중국 북부에서 유래했을 가능성이 있다. 중국 북부의 싱롱구, 월장, 다디완, 치산, 그리고 여러 페이리강 유적지에서 가축화된 기장의 유적이 발견되었다. 이 유적지들은 기원전 7250년에서 6050년 사이에 걸쳐 있다. 이 지역에서 먹는 길들인 기장의 양은 다른 식물에 비해 비례적으로 상당히 적었다. 싱롱구에서는 기장이 전체 식물의 15%에 불과했으며, 기원전 7200-6400년경에는 그 비율이 99%로 변경되었다. 실험에 따르면 기장이 성장하는 데 인간의 개입이 거의 필요하지 않으며, 이는 기장이 재배되고 있음을 보여줄 수 있는 고고학적 기록에 명백한 변화가 존재하지 않는다는 것을 의미한다.
중국 동부에서 가장 오래된 신석기 시대 유적지인 콰후차오에서 발굴된 자료에 따르면, 7,700년 전의 쌀 재배가 기록되어 있다. 식물 유적의 약 절반은 가축화된 자포니카 종에 속했고, 나머지 절반은 야생형 쌀이었다. 콰후차오 사람들도 야생형 쌀을 재배했을 가능성이 있다. 시안 근처의 위야오와 반포의 허무두 문화 유적지(기원전 5500-3300년경 경)에서는 돌과 뼈로 만든 기장과 삽 같은 도구가 발견되었다. 천뤄산(기원전 5000-4500년경)의 허무두 유적지에서 정착된 쌀 농업의 증거가 발견되었으며, 쌀은 중국 남부의 마지아방 문화에 의해 농업 경제의 중추가 되었다.대역사 기록에 따르면 역사적으로 일부 여성 수감자들은 문신을 새기거나 발을 자르는 등 더 가혹한 체벌의 대안으로 '곡물치기범'(중국어: 刑舂)이라는 처벌을 받았다고 한다. 일부 학자들은 이러한 중노동 형기에 대한 4~5년의 제한이 원 황제의 법적 개혁에서 시작되었다고 생각한다.
중국 신화에는 농업과 관련된 오랜 전통도 있다. 프랭클린 히람 킹 교수는 그의 저서 '영구 농업'(1911)에서 중국의 전통적인 농업 관행의 가치를 설명하고 찬양했다.

### 농업 방법 개선

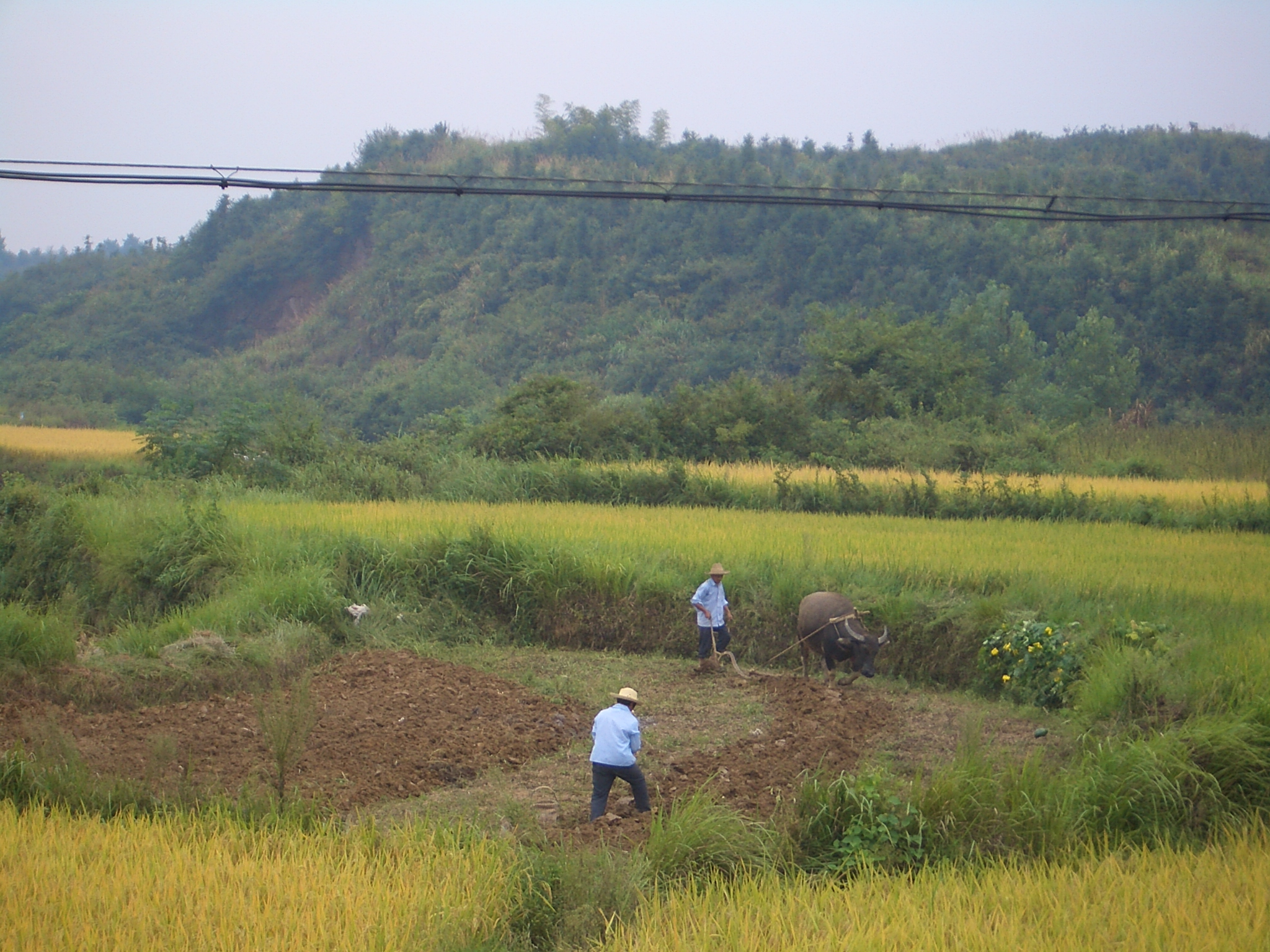
버팔로 쟁기질, 후베이

중국의 농업은 항상 매우 노동집약적 이었다. 그러나 역사적으로 더 많은 농업 생산과 효율성을 가능하게 하는 다양한 방법이 개발되거나 수입되었다. 또한 종자 시추를 활용하여 노지 농업을 개선하는 데 도움을 주었다.
춘추시대(기원전 722~481년) 동안 농업 기술의 두 가지 혁신적인 발전이 이루어졌다. 하나는 주철 도구와 짐짐승을 사용하여 쟁기를 당기는 것이었고, 다른 하나는 강을 대규모로 활용하고 물 절약 프로젝트를 개발하는 것이었다. 기원전 6세기의 엔지니어 손수아오와 기원전 5세기의 시먼바오는 중국에서 가장 오래된 유압 엔지니어 중 두 명으로, 그들의 작업은  관주 시스템 을 개선하는 데 중점을 두었다. 이러한 발전은 이어진 전국 시대(기원전 403~221년) 동안 널리 퍼졌으며, 기원전 256년에 리빙이 고대 쓰촨성 진나라를 위해 설계한 거대한 두장옌 관개 시스템으로 절정에 달했다.

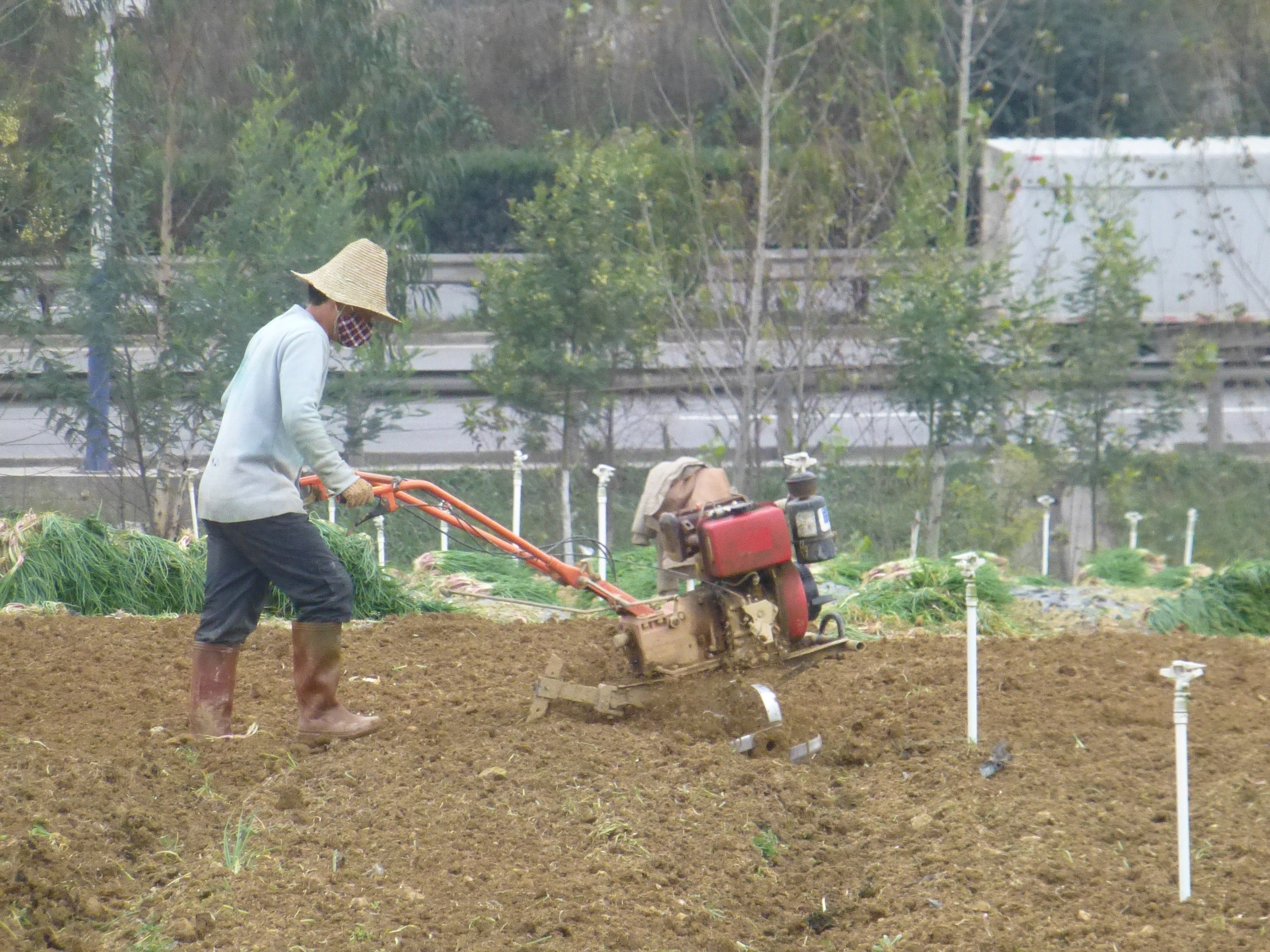
모터 쟁기로 쟁기질하기, 윈난성 유시

중국인들은 농업 목적으로 기원전 1세기 고대 한나라(기원전 202년-서기 220년)에 유압식 트립 해머를 발명했다. 다른 목적을 찾았지만, 주요 기능은 수작업으로 이루어졌을 곡물을 두드리고, 장식하고, 광택을 내는 것이었다. 중국인들은 또한 서기 1세기에 기계식 바퀴 시스템을 이용해 물레방아나 소가 끄는 방식으로 구동되는 사각 팔레트 체인 펌프를 혁신했다. 체인 펌프는 도시 및 궁전 배관 시스템에 물을 공급하는 공공 작업에서 사용되었지만, 관개 수로와 농지 수로를 메울 때 주로 물을 낮은 고도에서 높은 고도로 끌어올리는 데 사용되었다.
한 시대부터 중국의 쟁기질은 이러한 모든 효율 조건을 잘 충족시켰기 때문에 표준 한 쟁기질 팀은 두 마리의 동물로만 구성되었고, 이후에는 유럽에서 흔히 볼 수 있는 네 마리, 여섯 마리 또는 여덟 마리의 동물이 아닌 한 마리의 동물로 구성되었다. 이들은 곡선형 몰드보드와 기타 새로운 디자인 원칙이 도입되기 전인 18세기 초반 중세 초기 유럽에서 처음 등장했지만, 로마 후기까지는 아니더라도 18세기 이전의 몰드보드는 보통 나무로 된 직선형이었다(그림 59). 이렇게 서투른 건축물을 끌어당기는 데 엄청난 노동력이 필요했기 때문에 넓은 면적의 땅을 목초지로 남겨두어야 했다. 중국에서는 동물의 힘이 훨씬 적게 필요했기 때문에 유럽 특유의 혼합 경작지 경제를 유지할 필요가 없었다: 휴경지를 줄이고 경작지를 확장할 수 있었으며, 유럽의 같은 면적의 땅보다 훨씬 더 많은 인구를 지원할 수 있었다.
동진(317~420년)과 남북조(420~589년) 동안 실크로드와 기타 국제 무역로는 중국 전역에 농업 기술을 더욱 확산시켰다. 정치적 안정과 노동력 증가는 경제 성장으로 이어졌고, 사람들은 넓은 황무지를 개척하고 농업 용도를 확장하기 위해 관개 시설을 건설했다. 토지 이용이 더욱 집중되고 효율적으로 이루어지면서 쌀은 1년에 두 번 재배되었고 소는 경작과 비료로 사용되기 시작했다..
당나라(618-907)에 이르러 중국은 다시 통일된 봉건 농업 사회가 되었다. 이 시기에 농기계의 발전에는 몰드보드 쟁기와 물레방아가 포함되었다. 이후 원나라(1271-1368)에서는 면화 재배와 직조 기술이 광범위하게 채택되고 개선되었다.
중국 인구의 약 750%, 즉 75%가 양쯔강 북쪽에 살고 있었지만, 1250년에는 인구의 75%가 강 남쪽에 살고 있었다. 이러한 대규모 내부 이주는 다작에 적합한 베트남산 빨리 익은 벼 품종이 도입되었기 때문에 가능했다. 이것은 또한 중국 북부가 침략자들에게 함락된 결과일 수도 있다. 분쟁으로 인한 어려움으로 인해 많은 중국인들이 굶주리지 않기 위해 남쪽으로 이주했을 수도 있다.
원나라, 명나라, 청나라 시대에는 농민들 간의 집단 지원 조직이 등장했다.

1909년 미국 농업학 교수 프랭클린 히람 킹은 중국(일본과 잠시 한국)을 광범위하게 순회하며 현대 농업 관행을 설명했다. 그는 중국의 농업을 '영구 농업'이라고 긍정적으로 묘사했으며, 1911년 사후에 출간된 그의 저서 '40세기 농부들'은 농업 고전이 되어 유기농 농업 옹호자들에게 인기 있는 참고 자료가 되었다. 이 책은 중국의 많은 지역사회 지원 농업 농부들이 생태 농업을 수행하도록 영감을 주었다.

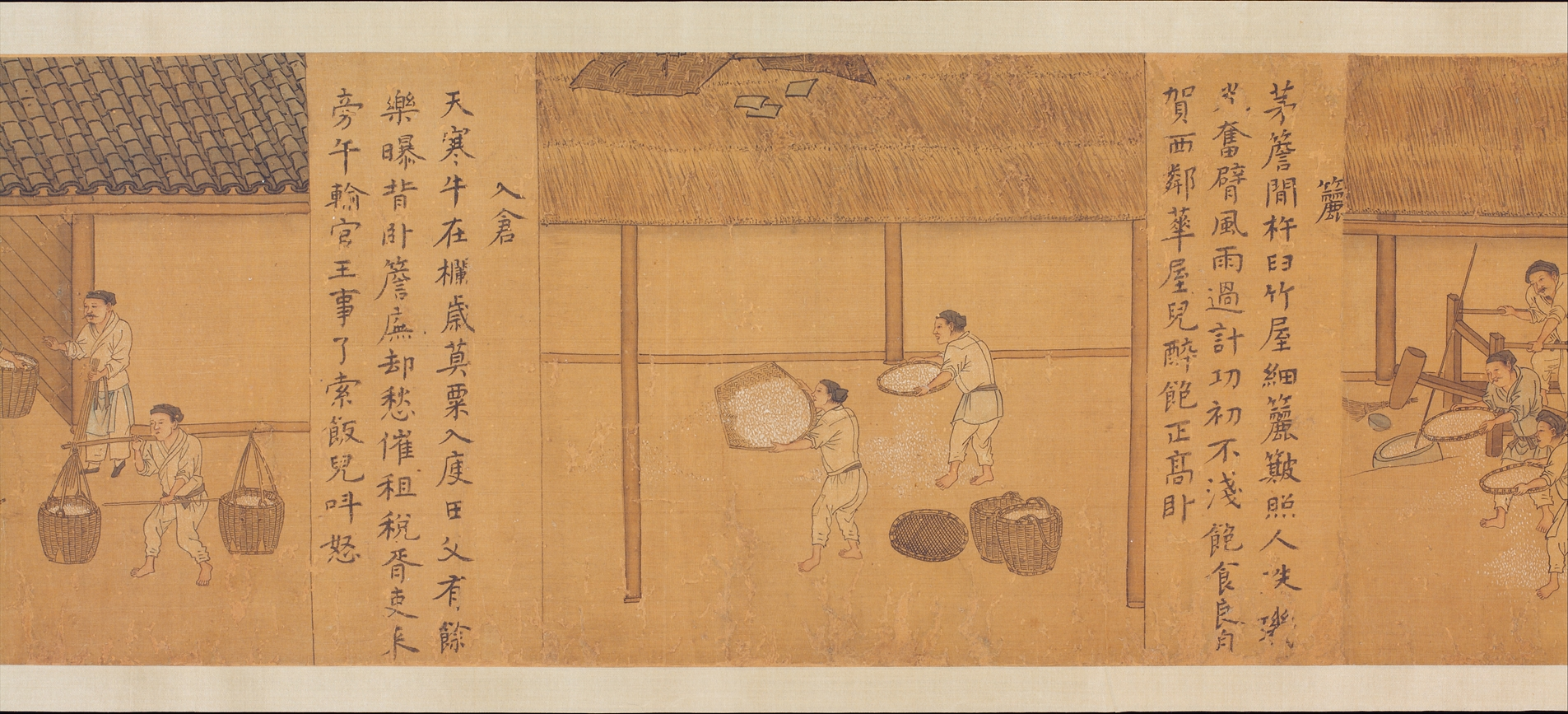
원나라 쌀 생산을 묘사한 두루마리
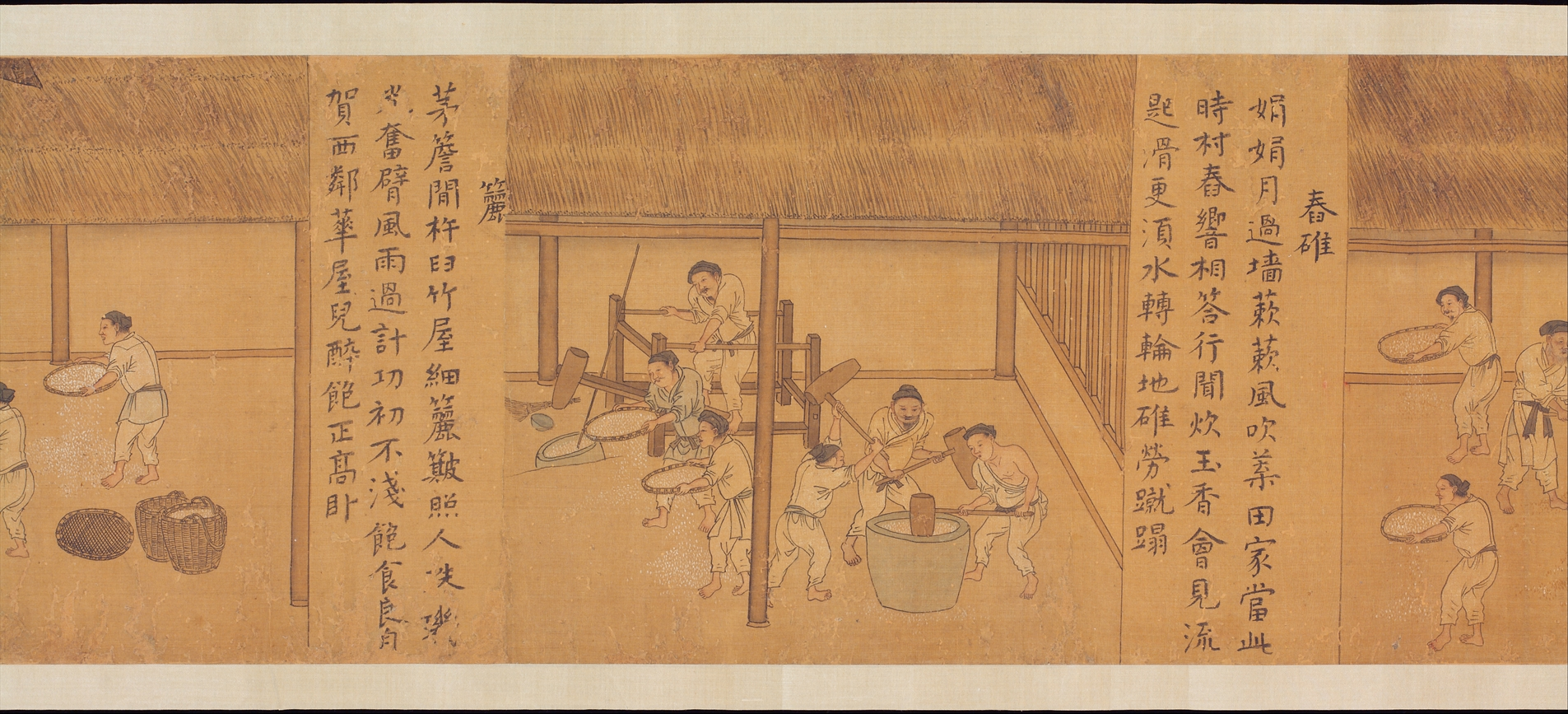
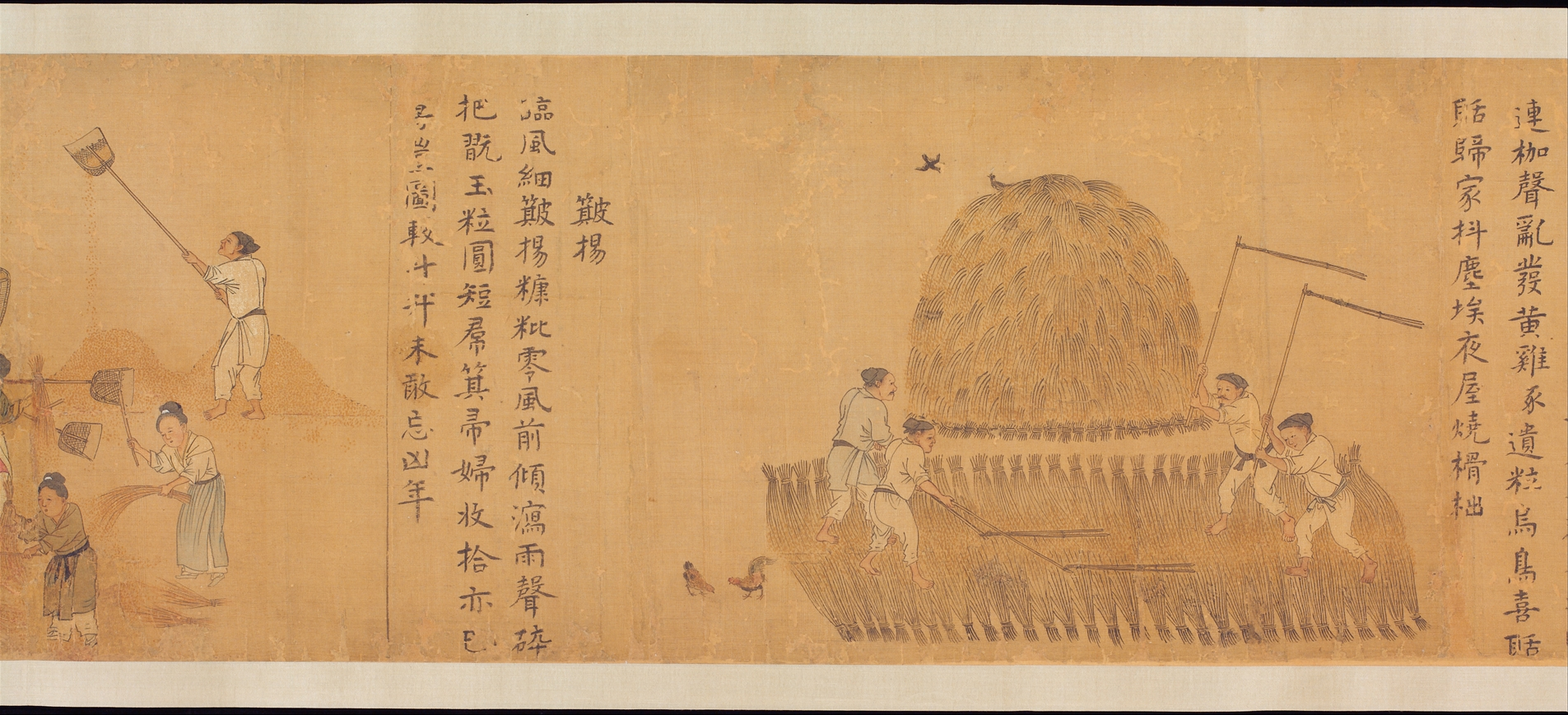
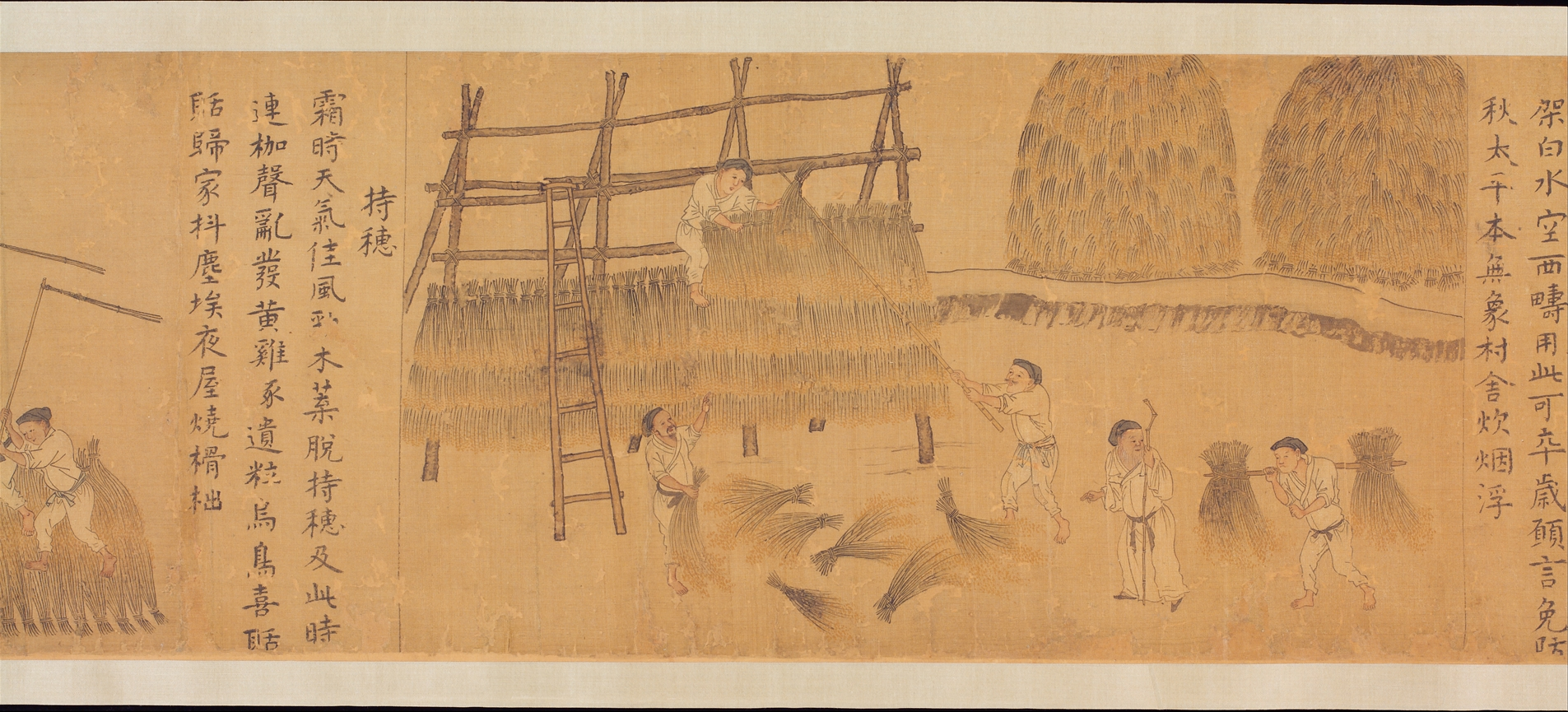
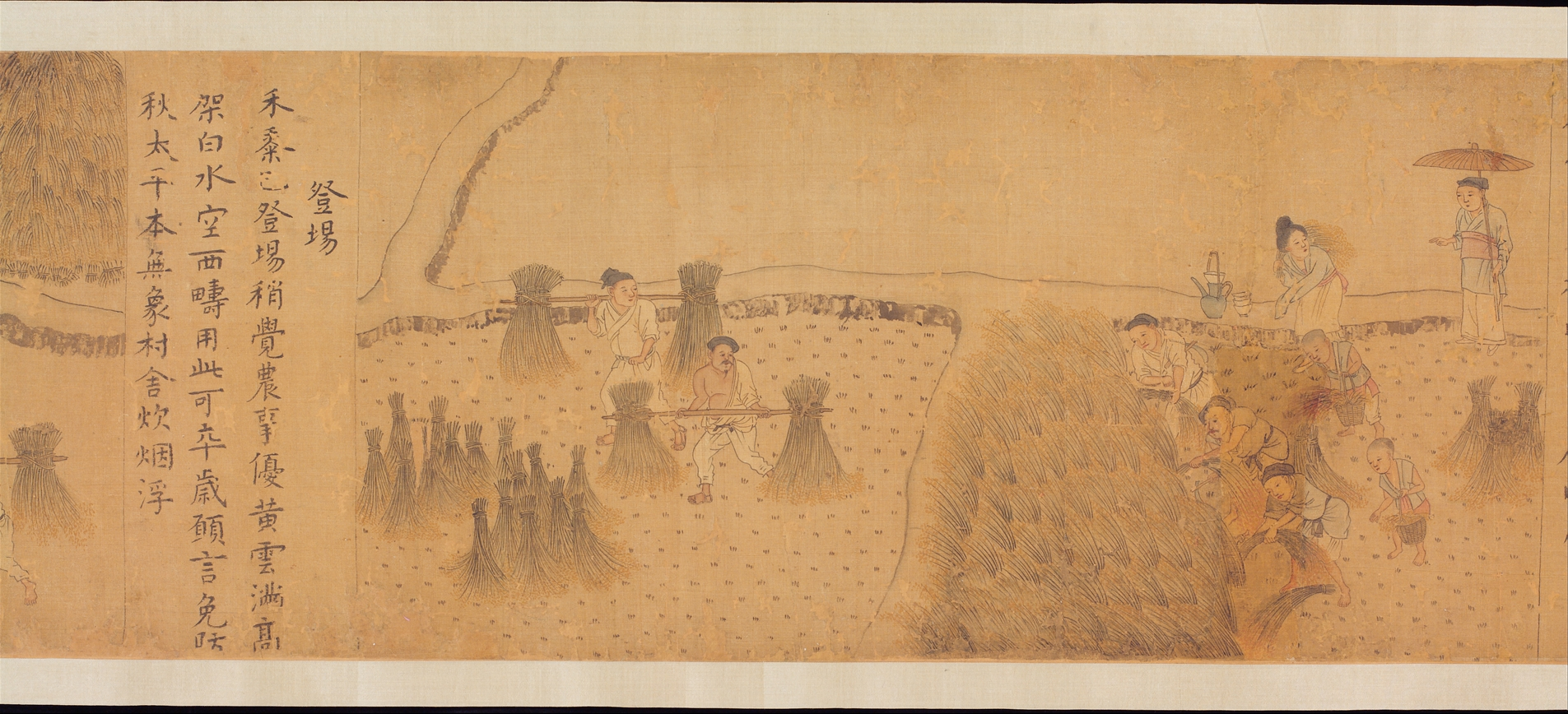
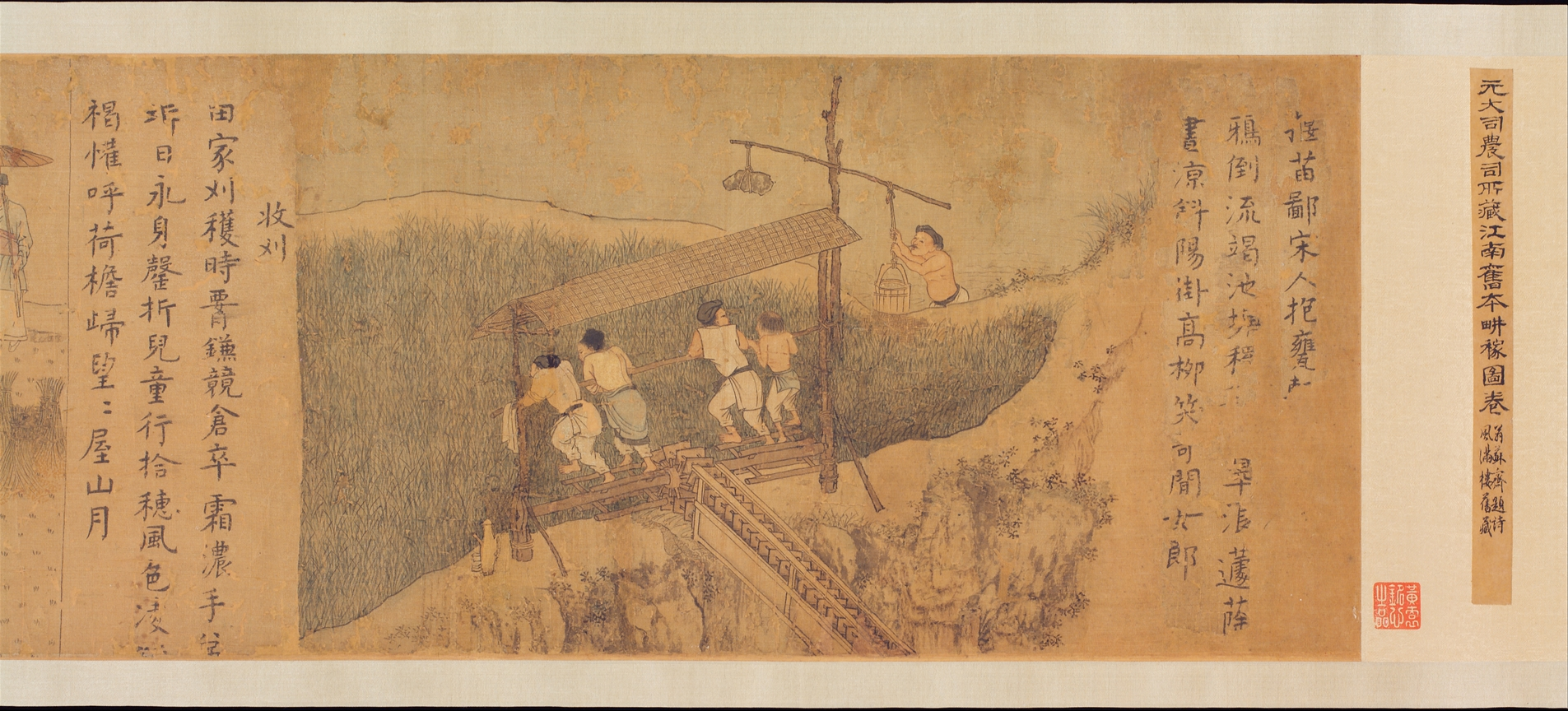

### 중화인민공화국의 사람

1961년 이후 2015년 중국의 농업 생산량 발전

1990년 이후 중국 농업에 고용된 노동력의 비율

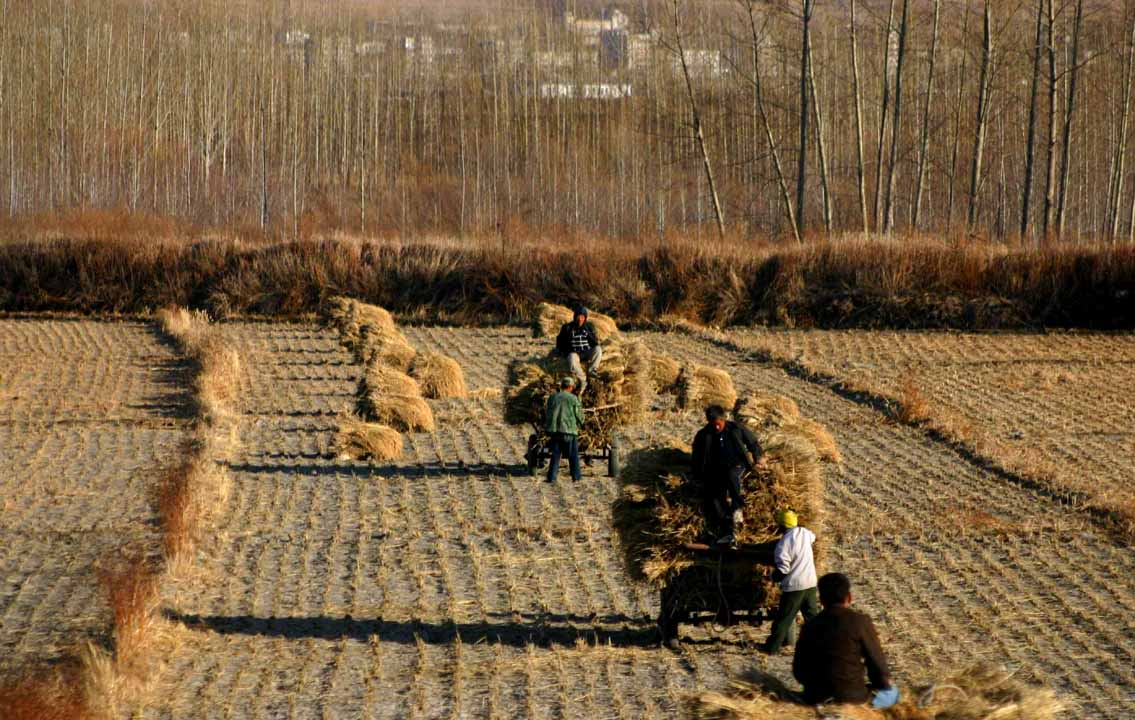
A harvest in China

2021년 전 세계 고용 농업, 임업 및 어업. 중국은 이 분야에서 가장 많은 인구를 고용하고 있는 국가 중 하나이다.

중국 내전에서 중국 공산당이 승리한 후, 농지에 대한 통제권은 지주로부터 빼앗겨 3억 농민들에게 재분배되었으며, 토지 개혁 운동 기간 동안 지주들의 숙청도 포함되었다. 1952년, 내전 이후 점차 권력이 강화되면서 정부는 농민들을 팀으로 조직하기 시작했다. 3년 후, 이 팀들은 생산자 협동조합으로 통합되어 집단 토지 소유라는 사회주의 목표를 실현했다. 다음 해인 1956년, 정부는 공식적으로 토지를 통제하여 농지를 대규모 정부 운영 집단 농장으로 재편했다.
집단화는 1950년대 초중반 동안 관개 토지가 급격히 증가하면서 중국 농업에 가장 중요한 변화를 가져온 요인이었다.(p. 111) 집단화는 또한 중국 남부에서 노동 집약적인 이중 작물 재배 관행을 촉진하여 농업 수확량을 크게 증가시켰다.(p. 116)
1958년 중국 공산당 주석 마오쩌둥이 시작한 대약진 운동에서 토지 이용은 농업 생산량을 개선하기 위해 정부의 더 긴밀한 통제 하에 놓였다. 특히 4대 해충 퇴치 캠페인과 참새 대량 박멸은 농업에 직접적인 부정적인 영향을 미쳤다. 집단을 공동체로 조직하고 개인 식량 생산을 금지하며 집단 식용을 요구했다. 농업 대신 산업화에도 더 많은 비중을 두었다. 이 캠페인으로 인해 발생한 농업 비효율성은 대중국 기근으로 이어졌고, 정부 추산 1,400만 명에서 학계 추산 2,000만~4,300만 명 사이의 사망자가 발생했다.1962년에 이 실패로 인해 사유지가 다시 설치되었지만, 문화대혁명 기간 동안 공동체는 여전히 경제 조직의 주요 농촌 단위로 남아 있었고, 마오쩌둥은 "다자이로부터 농업을 배우다" 캠페인을 옹호했다. 타차이의 반문해적인 당 비서 천융구이는 마오쩌둥 사후 덩샤오핑이 지배한 인물 중 하나였다. 1982년부터 1985년까지 다자이 스타일의 공동체는 점차 읍 단위로 대체되었다.
1978년부터 4대 현대화 캠페인의 일환으로 가족 생산 책임 시스템이 설립되어 공동체를 해체하고 개별 가구에 농업 생산 책임을 부여했다. 이제 가구는 도구, 초안 동물, 씨앗 및 기타 필수품에 대한 대가로 집단 단위에 제공해야 하는 작물 할당량을 받게 되었다. 이제 집단으로부터 토지를 임대하는 가구는 이러한 할당량을 충족하는 한 농지를 자유롭게 사용할 수 있다. 이러한 자유는 개별 가족에게 개인의 필요를 충족할 수 있는 더 많은 권한을 부여했다. 이러한 구조적 변화 외에도 중국 정부는 삼협댐과 같은 관개 프로젝트에 참여하고, 대규모 국영 농장을 운영하며, 기계화 및 비료 사용을 장려하고 있다.
1984년까지 약 99%의 농장 생산 팀이 가족 생산 책임제를 채택했을 때, 정부는 주로 농업 가격 및 마케팅 자유화를 목표로 하는 추가 경제 개혁을 시작했다. 1984년, 정부는 의무 조달을 농부들과 정부 간의 자발적인 계약으로 대체했다.
사회주의 시장 경제가 도입된 후 농업 생산이 크게 증가했고 중국은 기아를 없앴는다.(p. 21)
1993년, 정부는 40년 된 곡물 배급제를 폐지하여 연간 모든 농산물의 90% 이상을 시장 가격에 판매하게 되었다.

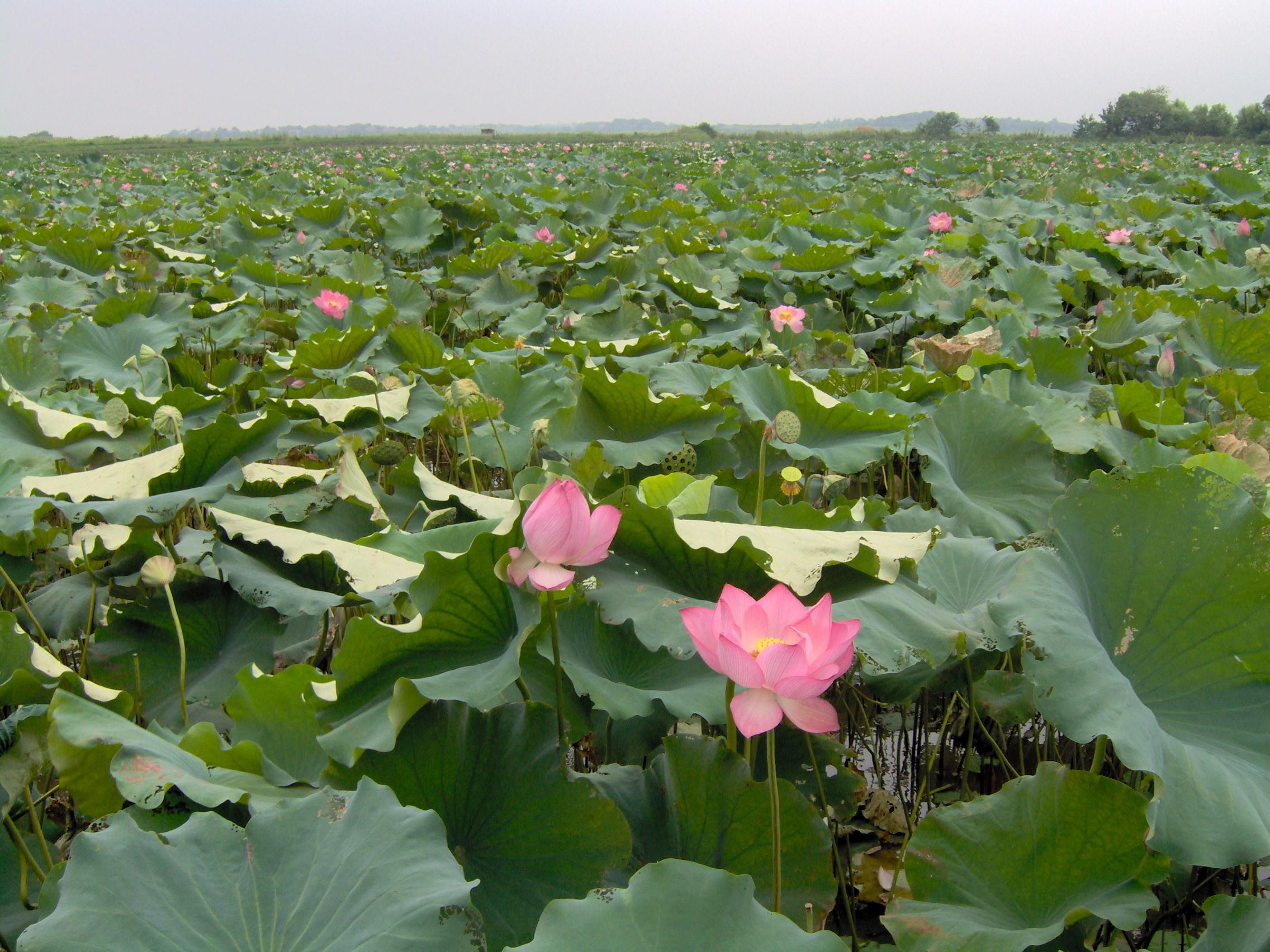
연꽃 씨앗과 뿌리는 후베이성, 후난성, 푸젠성, 장시성에서 주요 작물이다

1994년부터 정부는 곡물 수입을 제한하고 경제 안정성을 높이기 위해 여러 가지 정책 변화를 도입해 왔다. 이러한 정책 변화 중 하나는 시장 수준 이상의 곡물 가격을 인위적으로 인상한 것이다. 이로 인해 곡물 생산량이 증가하는 동시에 이러한 가격을 유지하는 데 큰 부담을 지게 되었다. 1995년에는 "도지사의 곡물 가방 책임제"가 도입되어 지방의 곡물 수급 균형과 곡물 가격 안정에 대한 책임을 도지사에게 부여했다. 이후 1997년에는 곡물 정책으로 정부에 부과되는 금전적 부담을 일부 덜어주기 위해 "4가지 분리와 1가지 완벽" 프로그램이 시행되었다.
중국이 계속해서 산업화됨에 따라 광대한 농경지가 산업용 토지로 전환되고 있다. 이러한 도시 확장으로 인해 이주한 농부들은 종종 공장의 이주 노동자가 되지만, 다른 농부들은 산업의 잠식과 도시와 농촌의 부와 소득 격차가 커지는 것에 대해 박탈감을 느끼고 사기를 당하고 있다.
중국 농업의 가장 최근 혁신은 유기 농업으로의 진출이다. T유기농 농업에 대한 그의 빠른 수용은 식품 안전, 건강 혜택, 수출 기회 등 여러 목적을 동시에 달성하며, 농촌 지역의 농산물에 대한 가격 프리미엄을 제공함으로써 유기농을 채택함으로써 농촌 노동자들의 도시 이주를 막는 데 도움이 될 수 있다. 1990년대 중반, 중국은 지속 불가능한 지하수 채굴 관행으로 인해 생산적인 농업 사용에서 상당한 토지가 사실상 사라졌기 때문에 곡물의 순 수입국이 되었다.
2023년 현재 중국 노동력의 약 40%가 주로 소규모로 농업에 종사하고 있다.(p. 174) 농업 생산은 중국 GDP의 9% 미만을 차지한다.(p. 174)

## 주요 농산물

### 농작물 분포

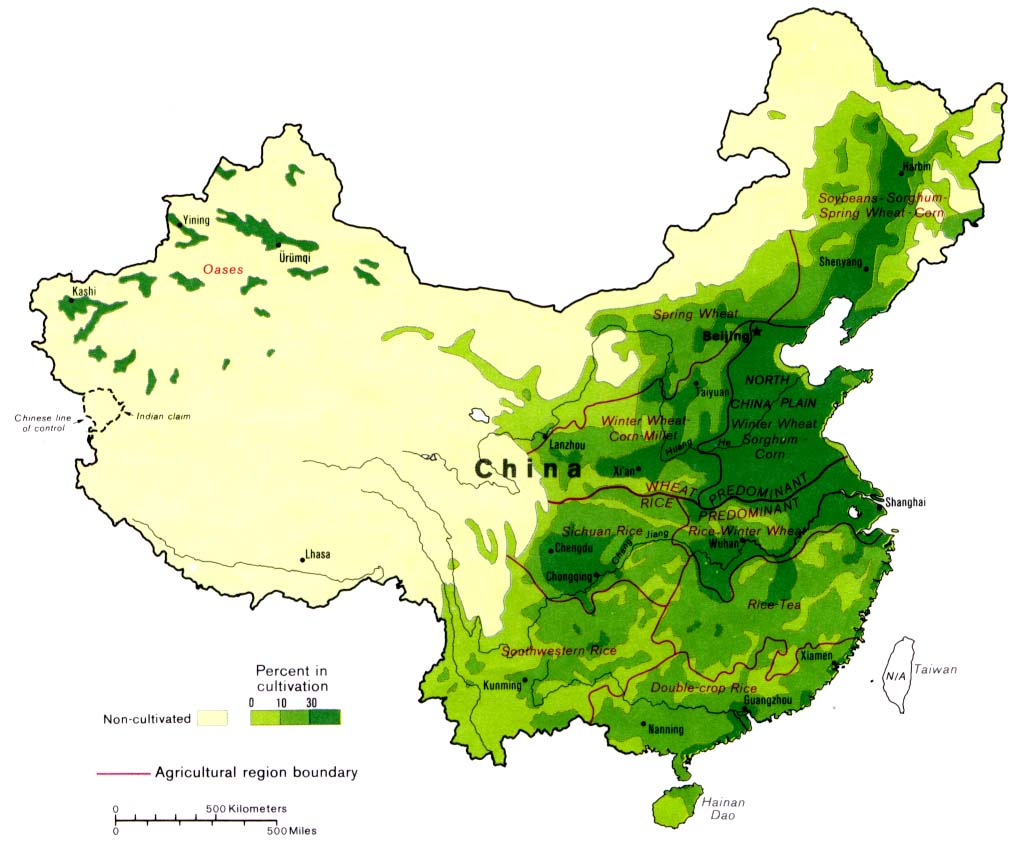
1986년 중국 본토의 농업 지역

중국의 농업 생산량은 세계에서 가장 많지만 전체 토지 면적의 10%만 경작할 수 있다. 전 세계 경작지의 10%를 차지하는 중국의 경작지는 전 세계 인구의 20% 이상을 지탱하고 있다. 이 약 140만 평방킬로미터의 경작지 중 약 1.2%(116,580 평방킬로미터)만이 영구적으로 농작물을 지원하고 있으며, 525,800 평방킬로미터는 관개되고 있다. 이 땅은 약 2억 가구로 나뉘며, 평균 토지 배분 면적은 0.65헥타르(1.6에이커)에 불과하다.
중국의 제한된 농업 공간은 역사적으로 문제가 되어 왔으며, 이는 만성적인 식량 부족과 기근으로 이어졌다. 농지의 생산 효율성은 시간이 지남에 따라 증가했지만 서쪽과 북쪽으로 확장하려는 노력은 일반적으로 동쪽의 전통적인 농지보다 춥고 건조하기 때문에 제한적인 성과를 거두지 못했다. 1950년대 이후 산업과 도시의 토지 수요 증가로 인해 농지 공간도 압박을 받아왔다.

#### 도시 주변 농업

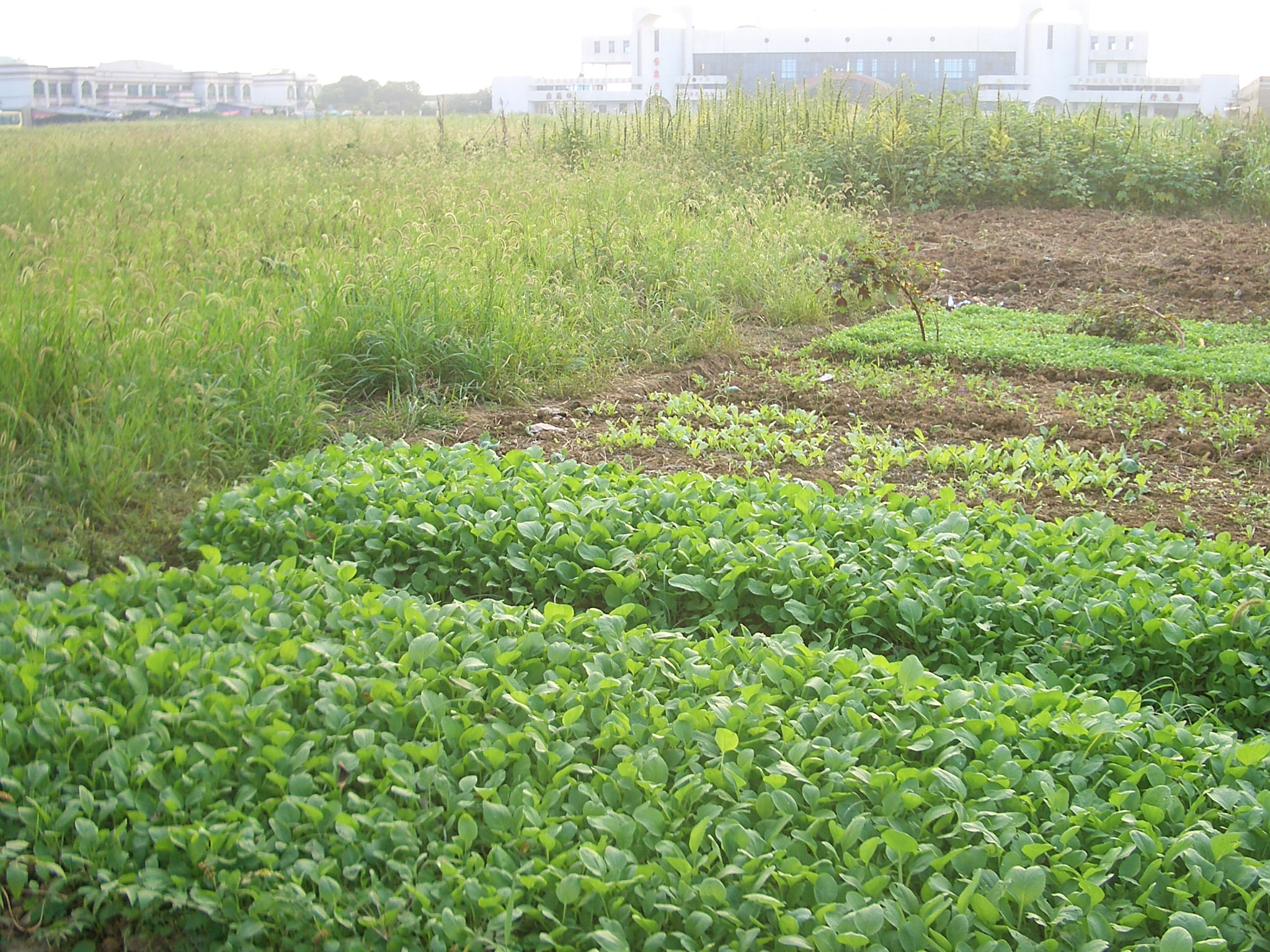
어저우 기차역 외곽 광장에서 자란 청경채 같은 채소들

1956년 베이징 행정구역이 4,822㎢(1,862㎢)에서 1958년 16,808㎢(6,490㎢)로 증가하는 등 도시 규모가 증가하면서 도시 주변 농업의 채택이 증가했다. 이러한 '도시 농업'으로 인해 1960년대와 1970년대 베이징의 비주류 식품 중 70% 이상이 채소와 우유로 구성되어 자체 생산되었다. 최근 중국의 상대적인 식량 안보로 인해 도시 주변 농업은 양적인 측면보다는 식량의 질적인 향상으로 이어졌다. 최근 도시 농업에서 가장 최근의 실험 중 하나는 샤오탕산 현대 농업 과학 시범 공원이다.

#### 식량 작물

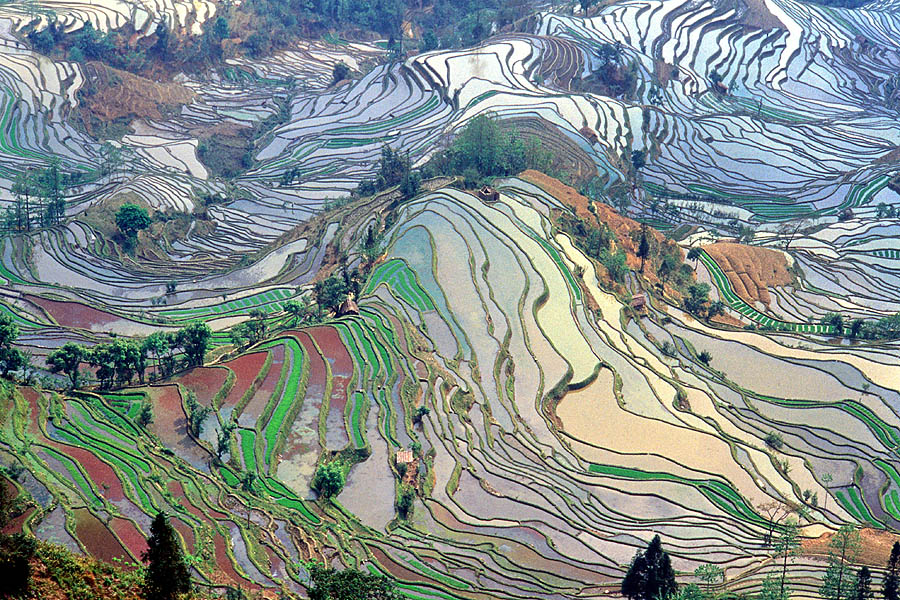
윈난성 원양현의 고대 계단식 논

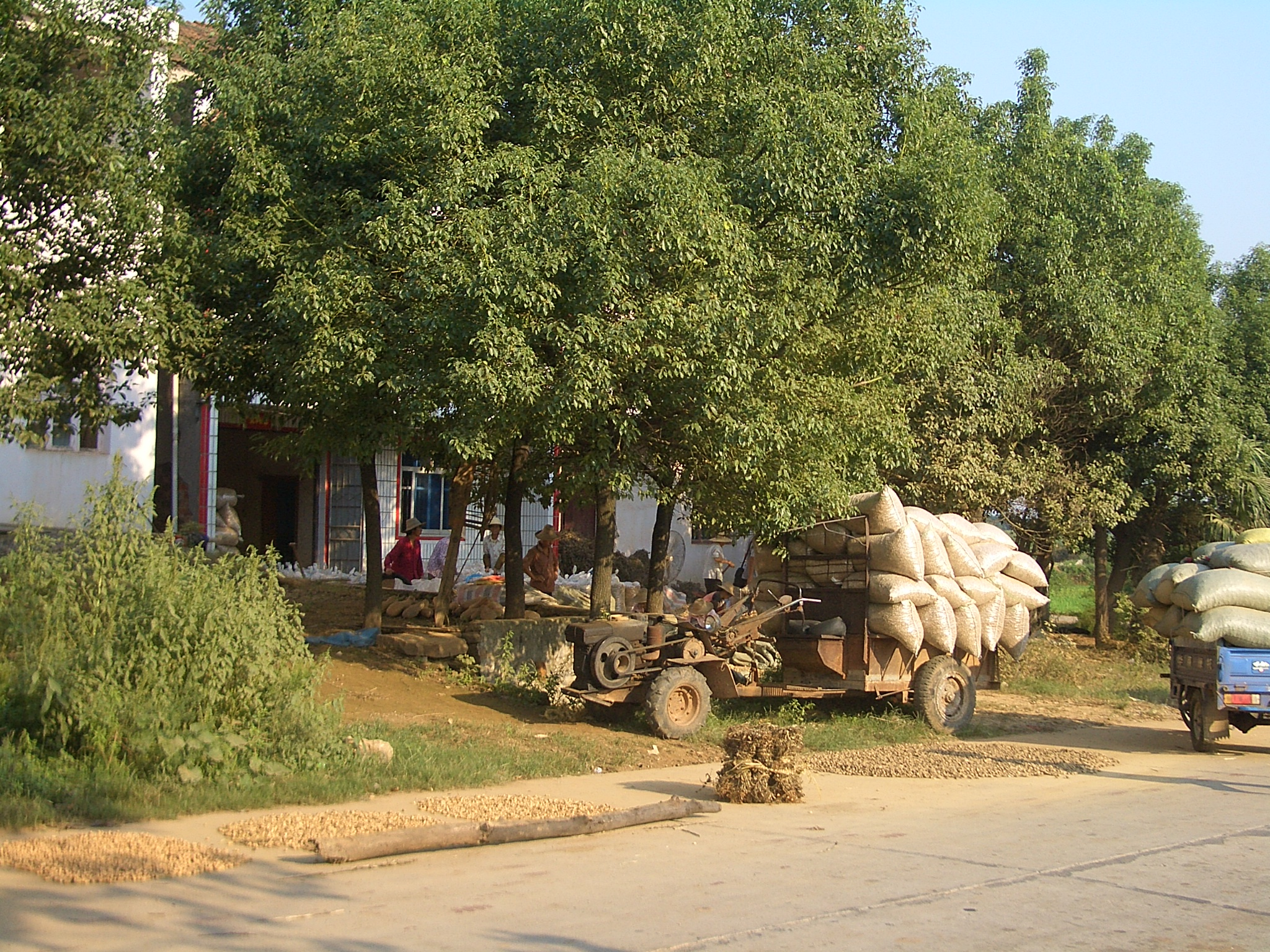
후베이성 장샤의 땅콩 수확

중국 재배 면적의 약 75%가 식량 작물로 사용된다. 쌀은 중국에서 가장 중요한 작물로, 재배 면적의 약 25%에서 재배된다. 쌀의 대부분은 화이강 남쪽, 주장 삼각주, 윈난성, 구이저우성, 쓰촨성에서 재배된다.
밀은 중국 대부분의 지역에서 재배되는 두 번째로 많이 재배되는 곡물 작물로, 특히 북중국 평원, 황토 고원의 웨이강과 펜강 계곡, 그리고 장쑤성, 후베이성, 쓰촨성에서 재배된다. 옥수수와 기장은 중국 북부와 북동부에서 재배되며, 귀리는 내몽골과 티베트에서 중요한 역할을 한다.
다른 작물로는 남쪽의 고구마, 북쪽의 백감자(중국은 세계에서 가장 큰 감자 생산국), 그리고 다양한 과일과 채소가 있다. 열대 과일은 하이난 섬에서 재배되며, 사과와 배는 북부 랴오닝성과 산둥성에서 재배된다.
유지종자는 중국 농업에서 식용 및 산업용 기름을 공급하고 농업 수출의 큰 비중을 차지하는 중요한 요소이다. 중국 북부와 북동부에서는 두부와 식용유에 사용하기 위해 중국산 대두를 재배한다. 중국은 또한 산둥성과 허베이성에서 재배되는 땅콩의 주요 생산국이다. 다른 유지종자 작물로는 참깨, 해바라기씨, 유채씨, 퉁나무 씨앗 등이 있다.
감귤은 중국 남부에서 주요 현금 작물로, 생산량이 양쯔강 계곡과 남쪽에 흩어져 있다. 귤은 오렌지 생산량의 약 두 배에 달하는 중국에서 가장 인기 있는 감귤이다.
중국의 다른 중요한 식량 작물로는 녹차와 자스민 차(중국 인구 사이에서 인기 있음), 홍차(수출용), 사탕수수, 사탕무 등이 있다. 차 농장은 양쯔강 중부의 언덕과 푸젠성 및 저장성 남동부에 위치해 있다. 사탕수수는 광둥성과 쓰촨성에서 재배되며, 사탕무는 헤이룽장성과 내몽골의 관개지에서 재배된다. 연꽃은 중국 남부 전역에서 널리 재배된다.
아라비카 커피는 윈난성 남서부에서 재배된다. 하이난과 푸젠성에도 훨씬 더 작은 농장이 존재한다.

#### 섬유 작물

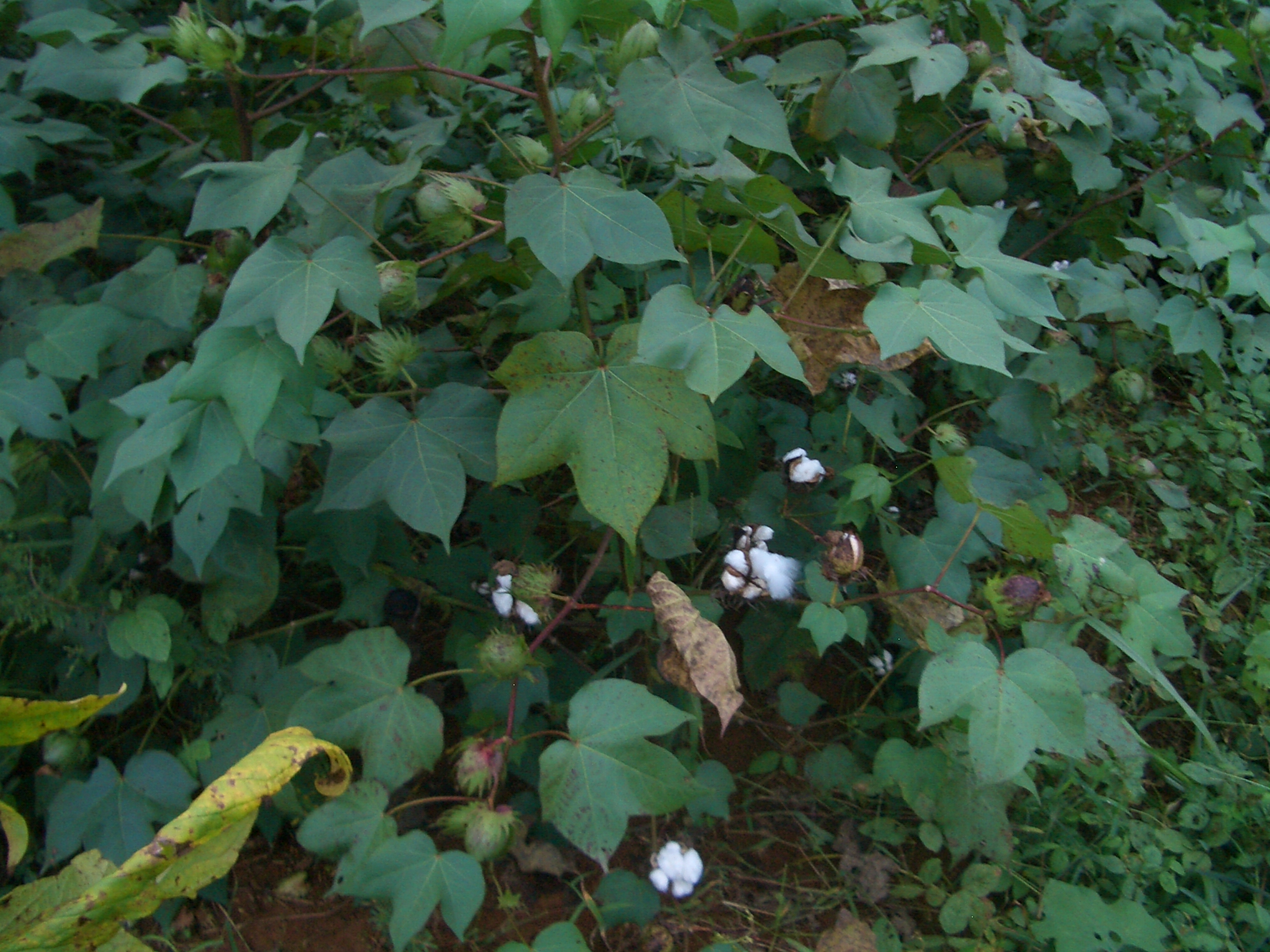
후베이성 양신현에서 재배되는 면화

중국은 면화의 주요 생산국으로, 특히 북중국 평원, 양쯔강 삼각주, 중양쯔강 계곡, 신장 위구르 자치구 지역에서 재배된다. 다른 섬유 작물로는 모시, 아마, 황마, 대마 등이 있다. 양잠, 누에 재배는 중국 중부와 남부에서도 이루어지고 있다.

#### 가축
중국은 가축 인구가 많으며 돼지와 가금류가 가장 흔하다. 중국의 돼지 개체수와 돼지고기 생산량은 주로 양쯔강을 따라 분포되어 있다. 2011년 쓰촨성에는 5,100만 마리의 돼지(중국 전체 공급량의 11%)가 사육되었다. [1] 중국 서부 농촌 지역에서는 유목민 목축업자들이 양, 염소, 낙타를 사육하고 있다. I티베트에서는 야크를 식량, 연료, 주거지로 사육하고 있다. 소, 물소, 말, 노새, 당나귀도 중국에서 사육되고 있으며, 최근 정부는 성인 인구의 약 92.3%가 유당 불내증의 영향을 받고 있음에도 불구하고 유제품 생산을 장려하고 있다.
미식에 대한 수요가 증가함에 따라 더 많은 이국적인 고기의 생산도 증가하고 있다. 중국 거북 농장 684곳(조사 연도인 2002년에 공식 등록된 거북 농장 1,499곳 중 절반에도 미치지 못함)의 조사 데이터에 따르면, 이들은 연간 92,000톤 이상(약 1억 2,800만 마리)의 거북을 판매했으며, 이는 연간 총 3억 마리 이상의 거북이를 판매하는 산업 규모에 해당하는 것으로 추정된다.
소득 증가와 육류, 특히 돼지고기에 대한 수요 증가로 인해 특히 미국에서 수입되는 가축 품종, 즉 육종 품종에 대한 수요가 증가했다. 이러한 품종 중 일부는 공장식 농업에 적합하다.

### 물고기 낚시
중국은 전 세계 어류 생산량의 약 3분의 1을 차지한다. 연못과 호수에서 물고기를 사육하는 양식업은 생산량의 절반 이상을 차지한다. 주요 양식 생산 지역은 중하부 양쯔강 계곡과 주장 삼각주의 도시 시장과 가깝다.

## 생산
중화인민공화국은 첫 50년 동안 조직 및 기술 개선을 통해 농업 생산량을 크게 늘렸다. 적어도 2022년 현재 중국은 거의 모든 식량과 비콩 사료를 자체 생산하고 있다.(p. 230)
|     | 생산               | 1949 생산량 (톤) | 1978 생산량 (톤) | 1999 생산량 (톤) |
| 1.  | 곡물, 곡류         | 113,180,000      | 304,770,000      | 508,390,000      |
| 2.  | 면                 | 444,000          | 2,167,000        | 3,831,000        |
| 3.  | 석유를 함유한 작물 | 2,564,000        | 5,218,000        | 26,012,000       |
| 4.  | 사탕수수           | 2,642,000        | 21,116,000       | 74,700,000       |
| 5.  | 사탕무, 첨채       | 191,000          | 2,702,000        | 8,640,000        |
| 6.  | 연도 경화 담배     | 43,000           | 1,052,000        | 2,185,000        |
| 7.  | 차                 | 41,000           | 268,000          | 676,000          |
| 8.  | 과일               | 1,200,000        | 6,570,000        | 62,376,000       |
| 9.  | 육류               | 2,200,000        | 8,563,000        | 59,609,000       |
| 10. | 어패류             | 450,000          | 4,660,000        | 41,220,000       |

2011년 기준으로 중국은 세계 최대 농산물 생산국이자 소비국이었다. 그러나 린 에르다 연구원은 물 부족과 기후 변화의 기타 영향으로 인해 2050년까지 14%에서 23%까지 감소할 것으로 예상된다고 밝혔다. 중국은 2009년에 농업 예산을 20% 증액했으며, 2008년 11월에 발표된 5,860억 달러 규모의 재정 부양책의 30% 이상의 녹색 성분과 같은 투자를 통해 에너지 효율성 측정, 재생 가능 기술 및 기타 노력을 계속 지원하고 있다.

## 과제

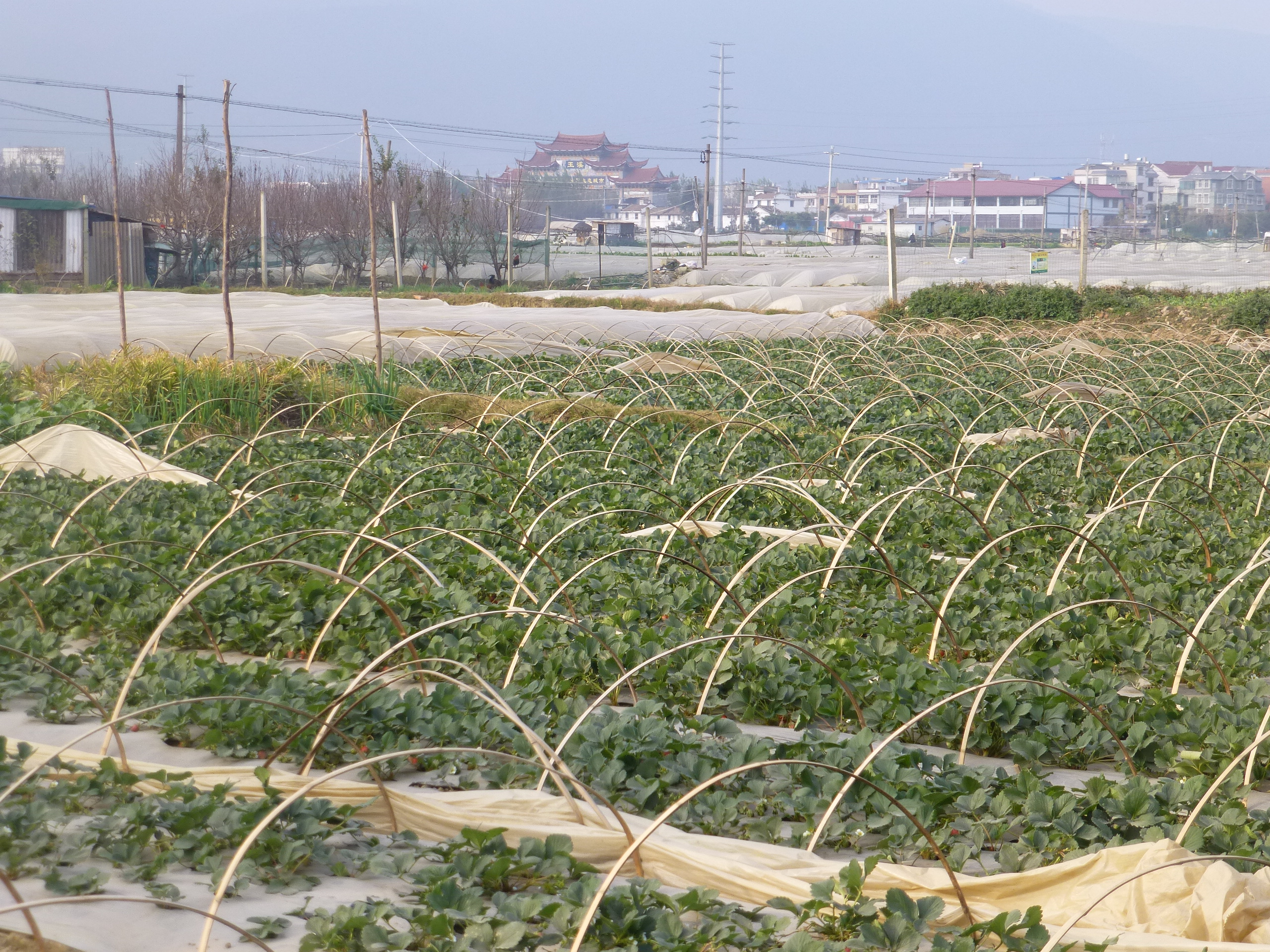
윈난성 위시의 딸기밭

중국의 역사를 통틀어 상대적으로 경작지가 부족한 것은 어려운 과제였다. 중국은 전 세계 인구의 약 22%를 보유하고 있지만, 전 세계 경작지의 9%만을 공급해야 한다. 중국의 수자원도 전 세계 수자원의 6%에 불과하기 때문에 제한적이다.

### 농업 시장의 비효율성
생산량이 빠르게 증가하고 있음에도 불구하고 중국 농업 부문은 여전히 몇 가지 도전에 직면해 있다. 산둥성, 저장성, 안후이성, 랴오닝성, 신장성 등 여러 성의 농부들은 현재 상황에 대한 정보가 부족하여 농산물을 고객에게 판매하는 데 어려움을 겪는 경우가 많다.
시골의 생산 농부와 도시의 최종 소비자 사이에는 중개자가 있다. 정보가 부족하기 때문에 농부들은 다양한 종류의 과일과 채소에 대한 수요를 예측하기 어렵다. 따라서 수익을 극대화하기 위해 전년도에 이 지역 농부들에게 가장 높은 수익을 창출한 과일과 채소를 생산하기로 결정한다. 그러나 대부분의 농부들이 그렇게 한다면 신선 제품의 공급은 해마다 크게 변동하게 된다. 1년 동안 상대적으로 희소한 제품은 예상되는 높은 수익률로 인해 다음 해에 초과 생산된다. 그러나 그 결과 공급 과잉으로 인해 농부들은 가격을 인하하고 손실을 보고 판매해야 한다. 1년 동안의 희소한 수익 창출 제품은 다음 해에 과잉 생산되고 손실을 입는 제품이 되며, 그 반대의 경우도 마찬가지이다.
농산물을 농장에서 실제 시장으로 운송하는 데 있어 효율성이 더욱 저하되고 있다. 상무부의 통계에 따르면 과일과 채소의 최대 25%가 판매되기 전에 썩는 반면, 일반적인 선진국에서는 약 5%에 불과하다. 중개업체는 이러한 썩은 과일을 판매할 수 없기 때문에 전체 또는 대부분의 과일과 채소를 판매할 수 있는 경우 농부들에게 지불하는 금액보다 적는다. 이는 문제가 생산 후 비효율성으로 인해 발생하지만, 중개업체와의 가격 협상에서 이를 인지하지 못하는 농부들의 수익을 감소시킨다.
이러한 정보 및 교통 문제는 농부와 최종 소비자 간의 시장 메커니즘에서 비효율성을 강조하여 농부들이 중국 경제의 나머지 빠른 발전을 이용하는 것을 방해한다. 그 결과로 발생하는 작은 이윤율로 인해 생산성을 높이고 생활 수준을 향상시키기 위해 필요한 농업 투입물(기계, 종자, 비료 등)에 투자할 수 없게 되어 중국 경제 전체가 혜택을 받게 된다. 이는 이미 도시화 문제에 직면한 농촌에서 도시로 사람들이 떠나는 현상을 증가시킨다.
2020년 9월 연설에서 시진핑 중국 공산당 총서기는 중국 과학자들에게 종자 농업을 연구하라고 지시했다. 그는 중국이 수입 종자에 의존하고 있다고 언급하며 과학자들이 이 상황을 해결하는 데 도움을 주어야 한다고 말했다.

## 국제적 교류

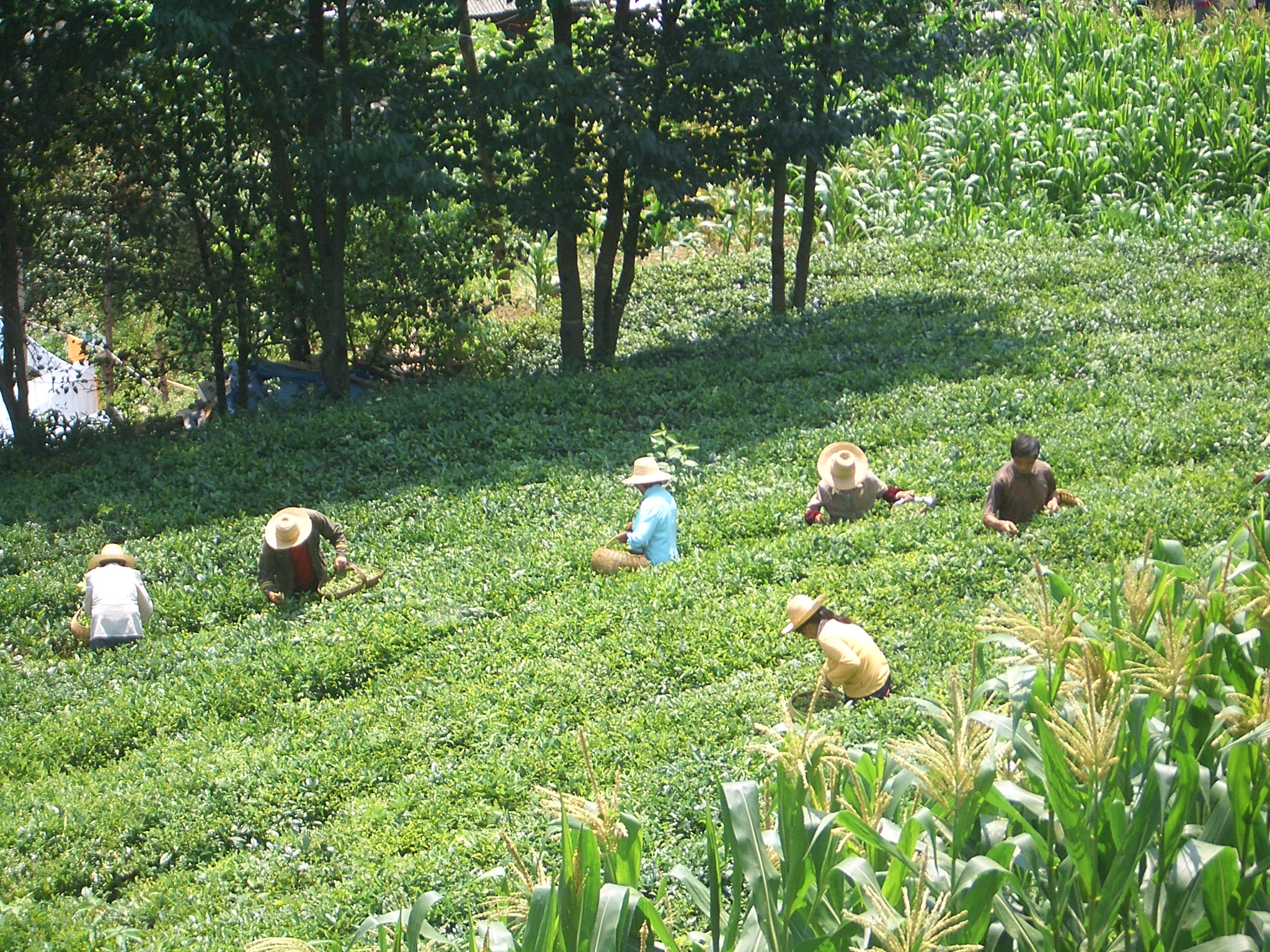
무위, 선눙자 임구 후베이성 산림구에서 수확한 찻잎

중국은 세계 최대의 대두 및 기타 식량 작물 수입국이다. 그리고 향후 10년 이내에 농산물의 최고 수입국이 될 것으로 예상된다. 2020년 9월 연설에서 시진핑 중국 공산당 지도자는 수입 종자에 대한 중국의 의존도를 한탄했다.
대부분의 해에는 중국의 농업 생산량이 국가를 먹여 살리기에 충분하지만, 앞으로는 곡물을 수입해야 한다. 이용 가능한 농지가 부족하고 노동력이 풍부하기 때문에 밀과 쌀과 같은 광범위한 작물을 수입하고 과일, 견과류 또는 채소와 같은 고가 수출 제품에 대한 중국의 부족한 경작지를 절약하는 것이 더 합리적일 수 있다. 그러나 곡물의 독립성을 유지하고 식량 안보를 보장하기 위해 중국 정부는 수익성이 높은 작물을 희생시키면서 곡물 생산을 장려하는 정책을 시행하고 있다. 농작물 생산에 대한 엄격한 제한에도 불구하고 중국의 농산물 수출은 최근 몇 년 동안 크게 증가했다.

### 정부의 영향
국제 무역 증가의 중요한 동기 중 하나는 2001년 12월 11일 중국이 세계무역기구(WTO)에 가입하면서 중국 농산물 수출의 대부분에 대한 관세가 인하되거나 철폐되었다는 점이다. 그 결과 중국 농업에 대한 국제 시장 개방으로 인해 2004년까지 중국의 농산물 수출 가치는 173억 달러(미국)를 넘어섰다. 중국이 WTO에 가입한 이후 중국의 농산물 무역은 제조업 상품 무역과 같은 정도로 자유화되지 않았다. 중국 내 시장은 여전히 외국 기업에 비해 상대적으로 폐쇄되어 있다. 중국의 대규모 인구 증가로 인해 농산물 시장이 개방되면 중국은 일관된 식량 순 수입국이 되어 세계 식량 시장을 불안정하게 만들 수 있을 것으로 추측된다. 중국 정부가 곡물에 부과하는 장벽은 투명하지 않는다. 중국의 곡물에 대한 국가 무역은 곡물, 석유 및 식품 수출입 공사(COFCO)를 통해 이루어지기 때문이다.

### 음식 안정성
2000년대 초반에는 과도한 잔류 농약, 낮은 식품 위생, 안전하지 않은 첨가물, 중금속 및 기타 오염 물질 오염, 수의학 약물 오남용으로 인해 일본, 미국, 유럽연합 등 일부 국가와의 무역이 제한되었다. 이러한 문제들은 멜라민에 오염된 개 사료 공포와 발암성에 오염된 해산물 수입 제한과 같은 대중의 항의를 불러일으켰으며, 이로 인해 "중국산 무첨가" 라벨과 같은 조치가 취해졌다. 2008년 중국에서 발생한 우유 스캔들로 인해 많은 어린이들이 멜라민에 오염된 유제품 섭취로 인해 병에 걸렸고, 여러 국내 유제품 브랜드가 제품에 멜라민을 함유하고 있는 것으로 밝혀져 많은 국가들이 중국산 유제품 수입을 금지하게 되었다.
2011년, 중화인민공화국 환경보호부에 따르면 중국 농지의 약 10분의 1이 중금속에 오염되어 있다.

### 유기농 제품
중국은 농산물이 낮은 농약 투입량으로 인증받는 그린 푸드 프로그램을 개발했다. 이는 그린푸드 A등급과 AA등급으로 명시되었다. 이 그린푸드 AA 표준은 유기농 농업에 대한 IFOAM 국제 표준과 일치하며 중국 유기농 농업의 급속한 확장의 기초를 형성했다.
중국의 유기농 식품 생산은 2010년대에 급격히 확대되었는데, 이는 식품 안전 문제의 심화로 인한 내수 시장의 호황에 크게 기인한다. 많은 경우 유기농 식품 생산은 소규모 농가로부터 토지를 임대하는 유기농 식품 회사에 의해 조직된다. 농민 협동조합과 계약 농업도 중국 유기농 농업의 일반적인 조직 구조로 밝혀졌다. 중국 정부는 유기농 부문의 발전을 위해 다양한 정책적, 재정적 지원을 제공해 왔다. 최근 몇 년 동안 중국에서는 기업가나 시민 사회 단체가 주도하는 퍼머컬처, 자연 농업 등 다양한 형태의 비공인 유기농 생산도 등장하고 있다.

## 같이 보기
- 중국의 역사
- 농업의 역사
- 조운 (제도)
- 중국녹색식품발전센터
- 조지프 니덤